# 李棠 (乾隆進士)
李棠（？年—？年），直隸河間縣人，雍正十年壬子科副貢，乾隆三年戊午科舉人，壬戌科進士，由江南如皋縣知縣，歷官至廣東惠州府知府，誥授朝議大夫。